# Bertoldo, Bertoldino e Cacasenno
Pour les articles homonymes, voir Bertoldo, Bertoldino e Cacasenno (homonymie).
Bertoldo, Bertoldino e Cacasenno est le recueil, publié pour la première fois en 1620, de trois récits de Giulio Cesare Croce et d'Adriano Banchieri.

## Thèmes

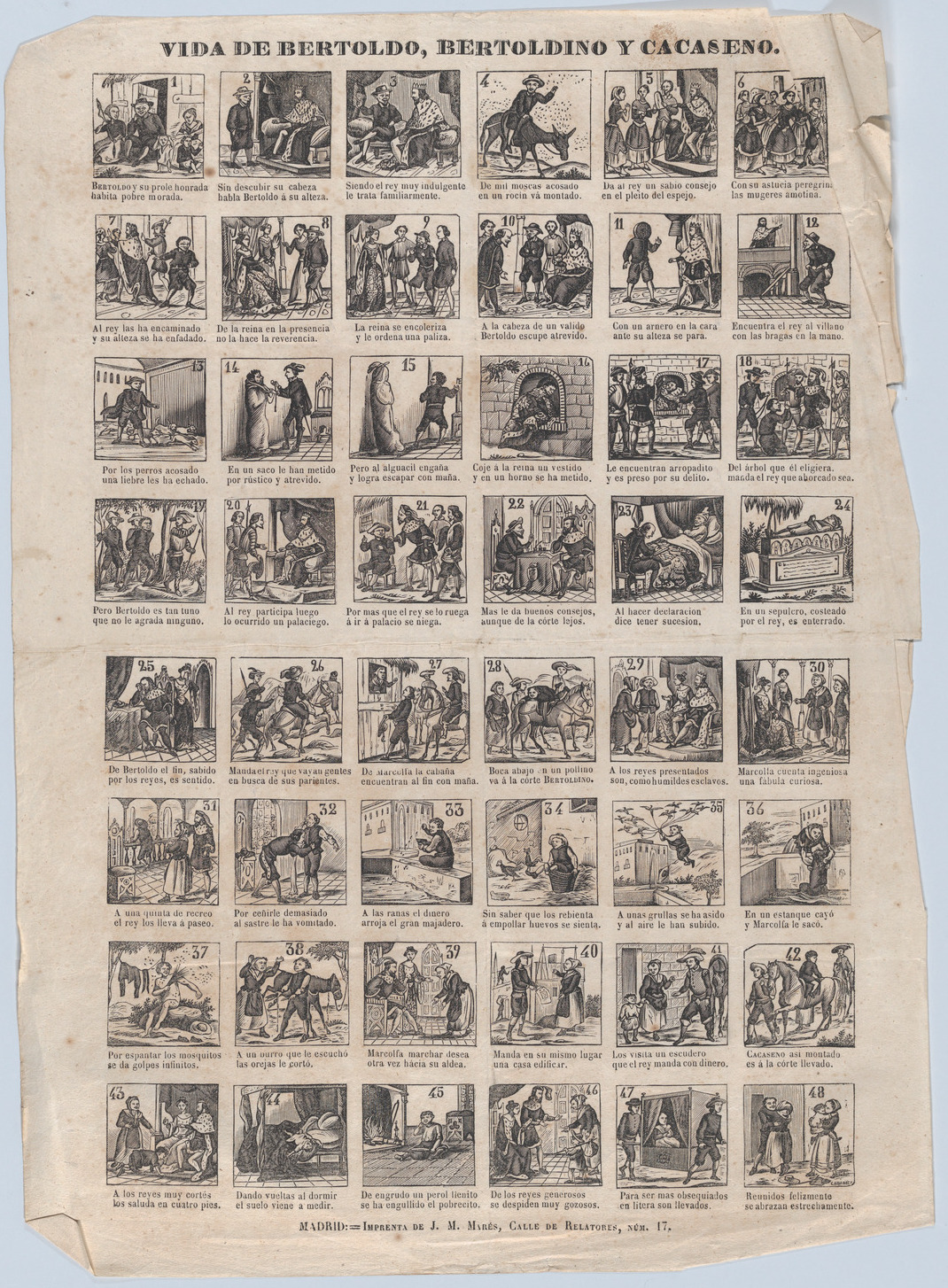
Planche de 48 scènes de la Vida de Bertoldo, Bertoldino y Cacasenno en espagnol (vers 1860). Gravure pour une revue madrilène. Metropolitan Museum of Art, New York.

Bertoldo, Bertoldino e Cacasenno est le recueil, publié pour la première fois en 1620, de trois récits extrêmement populaires (Le sottilissime astutie di Bertoldo : « Les très subtiles astuces de Bertoldo », Le piacevoli et ridicolose simplicità di Bertoldino : « La plaisante et ridicule naïveté de Bertoldino » et Novella di Cacasenno, figliuolo del semplice Bertoldino : « Roman de Cacasenno, fils du naïf Bertoldino »). Les deux premiers récits sont l'œuvre de Giulio Cesare Croce et le dernier d'Adriano Banchieri sous le pseudonyme de Camillo Scaliggeri della Fratta. Ils reprennent en les adaptant de très anciennes nouvelles, en particulier Dialogus Salomonis et Marcolphi (« Dispute de Salomon et Marcolfo »).
Un quatrième récit (Continuazione e fine della storia di Cacasenno : « Suite et fin de l'histoire de Cacasenno ») est apparu pour la première fois dans une édition espagnole du Bertoldo en 1864 illustrée avec les gravures sur bois réalisées par le graveur catalan Tomás Carlos Capuz d'après des dessins de Tomás Padró Pedret. À la différence des trois premiers, le quatrième n'est pas crédité et pourrait être l'œuvre du traducteur Juan Justo Uguet. Ce quatrième récit est présent dans une récente édition en italien.
Le Bertoldo de Croce présente la cour imaginaire du roi Alboino et raconte les fourberies de Bertoldo (it), paysan aux manières frustes mais à l'esprit acéré, qui finit par devenir conseiller du monarque. Bertoldo est flanqué dans ses exploits par son épouse sournoise Marcolfa (it) et par son fils idiot Bertoldino (it).
Dans le récit de Banchieri le personnage principal est le stupide Cacasenno, fils de Bertoldino qui, en grandissant, a acquis un peu de jugeote.
Le principe narratif commun aux récits de Bertoldo, Bertoldino et Cacasenno est l'opposition entre la vie simple des paysans et la vie artificielle des courtisans. Bertoldo a fini par désigner par antonomase, le type du paysan fruste mais sage et doté de sens pratique.
L'opposition entre les deux mondes est mise en évidence par la mort de Bertoldo. Le roi Alboino était si admiratif du génie du paysan qu'il voulait l'avoir toujours auprès de lui, lui imposant de vivre à la cour. Cette vie ne convenait pas à Bertoldo qui aspirait à retourner bêcher la terre et manger la nourriture à laquelle il était habitué (surtout les navets et les haricots). Le roi ne comprenait pas les motivations de Bertoldo qui finit par tomber malade et mourut. Seulement alors le roi comprit son erreur. Il ordonna que fût gravée en lettres d'or sur sa tombe cette épitaphe :
| Texte en italien In questa tomba tenebrosa e oscura, Giace un villan di sì deforme aspetto, Che più d'orso che d'uomo avea figura, Ma di tant' alto e nobil'intelletto, Che stupir fece il Mondo e la Natura. Mentr' egli visse, fu Bertoldo detto, Fu grato al Re, morì con aspri duoli Per non poter mangiar rape e fagiuoli. | Traduction en français Dans cette tombe ténébreuse et obscure, Gît un vilain de si difforme apparence, Que plus d'ours que d'homme il avait la figure, Mais de si haute et noble intelligence, Qu'il stupéfia le Monde et la Nature. Durant sa vie, Bertoldo il fut nommé, Par fidélité au Roi, il mourut dans d'âpres regrets De ne pouvoir manger des haricots et des navets. |

## Personnages

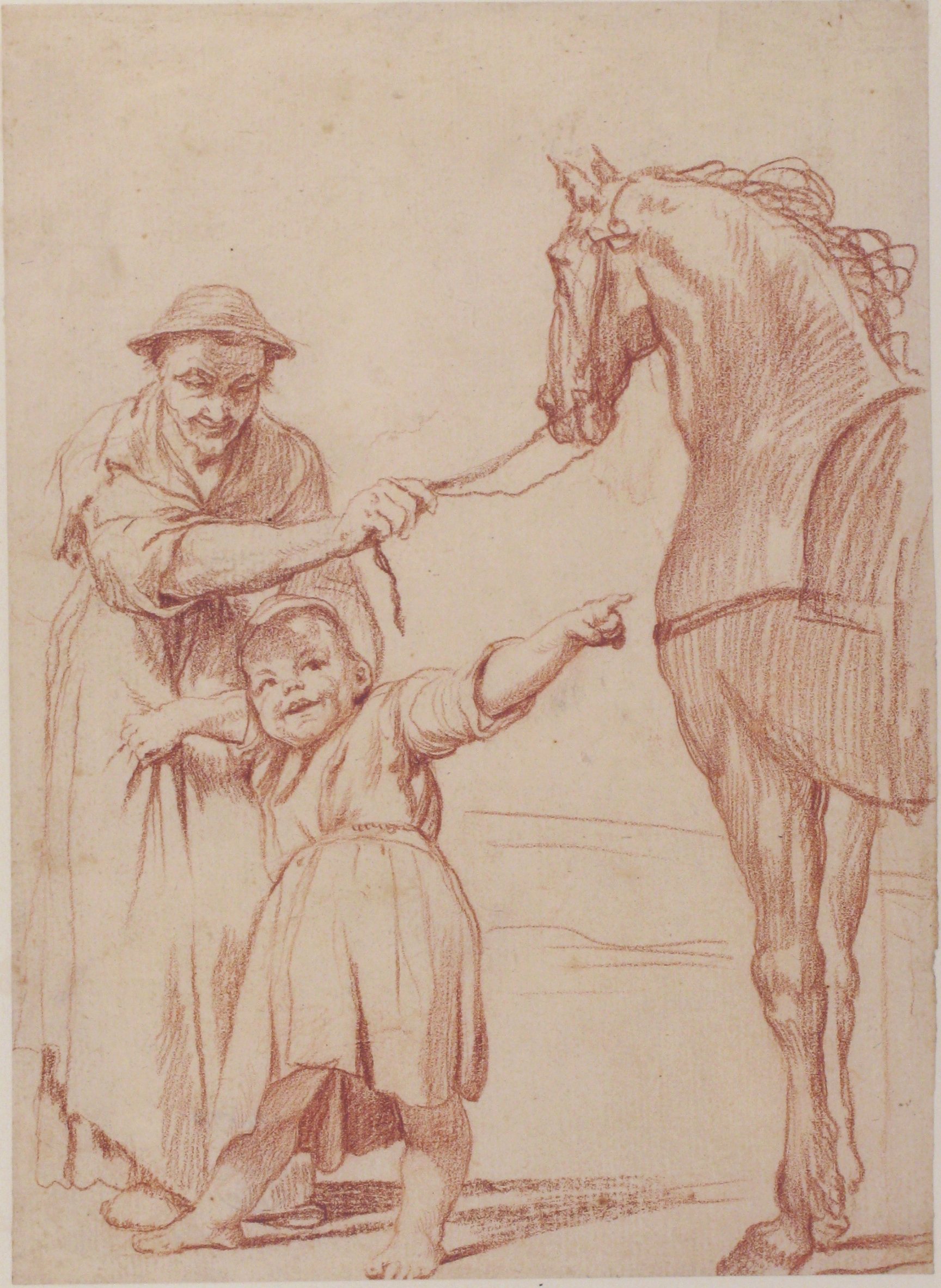
Marcolfa persuade Cacasenno de monter à cheval, sanguine (avant 1747), Giuseppe Maria Crespi, Metropolitan Museum of Arts, New York.

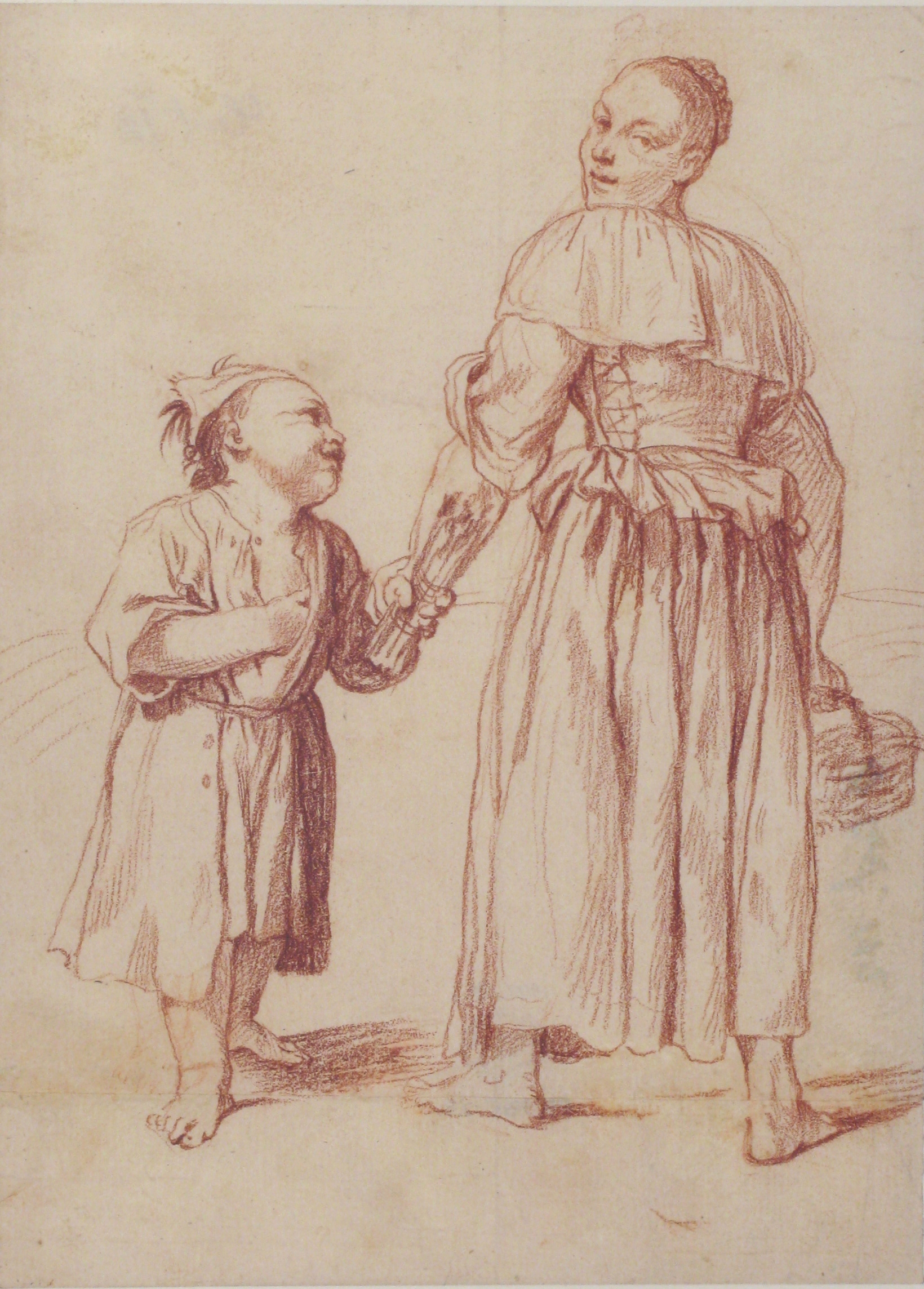
Menghina rentrant du jardin rencontre Cacasenno, sanguine (avant 1747), Giuseppe Maria Crespi, Metropolitan Museum of Arts, New York.

| - Bertoldo (it) - Re Alboino - Marcolfa (it) - Bertoldino (it) - Cacasenno |

## Le sottilissime astuzie di Bertoldo
« Les très subtiles astuces de Bertoldo »
Dans la première partie du recueil, après une brève introduction dans laquelle l'auteur avise le lecteur qu'il ne sera question ni de grands exploits comme la prise de Troie, ni d'amours comme celles d'Hélène et de Pâris, ni de conquêtes comme la bataille entre les romains et les carthaginois guidés par Scipion l'Africain et Annibal, est présenté le personnage principal Bertoldo (it), paysan plus semblable à un animal qu'à un être humain qui fait rage avec ses moqueries à la cour du roi lombard Alboino. La nouvelle contient de nombreux autres brefs récits dans lesquels Bertoldo et le roi Alboino sont toujours les protagonistes.
Au début de l'histoire, Bertoldo est convoqué dans la salle royale pour être soumis à une série de questions afin de démontrer qu'il est réellement digne de la clémence du roi. Alboino, depuis leur première rencontre, ne le voyait pas d'un très bon œil mais il éclate de rire en le voyant en croupe sur son baudet poursuivi par un essaim de mouches. Lui demandant de s'expliquer puisque le roi exigeait la propreté en sa présence, Bertoldo blâma le baudet qui avait refusé de se laver.
Une grande partie des aventures dans lesquelles Bertoldo sera impliqué dans le roman tourne autour de la querelle historique d'Alboino avec les femmes. Pour le roi, la femme est un objet de plaisir et moins elle raisonne et formule de concepts, plus elle paraît appétissante. Cependant, la reine et les dames de la cour en ont assez des abus de pouvoir du roi et demandent continuellement d'avoir les mêmes droits que les hommes. Alboino, voulant se débarrasser du problème, en confiera la charge à Bertoldo qui le résoudra brillamment. Comme les dames de la cour verrouillent leur ceinture de chasteté, Bertoldo suggère à Alboino d'apporter dans la chambre royale un coffret, sans dire aux femmes ce qu'il contient et de leur faire jurer qu'elles n'ouvriront jamais la cassette. Étant donné qu'elles sont, selon Bertoldo, enclines à la curiosité, le truc fonctionne et, de fait, le couvercle est soulevé et de la boîte sort un pinson qui s'échappe par la fenêtre. Les femmes sont désormais sous le pouvoir d'Alboino. Toutefois, Bertoldo, à cause de l'inimitié de la reine, sera arrêté plusieurs fois mais réussira à éloigner les gardes avec ses astuces habituelles. À la fin de l'histoire, il roi le fait revenir à la cour où il devient son fidèle conseiller.
Or, Bertoldo, habitué à manger de la nourriture consistante et des fruits sauvage, se rendit gravement malade à cause des plats doux et délicats de la cour et en mourut. Après avoir écrit une épitaphe en son honneur, Alboino fit lire le testament de Bertoldo par lequel celui-ci laisse tout ce qu'il possède à sa femme Marcolfa (it) jusqu'à ce que Bertoldino (it) ait atteint l'âge de vingt-cinq ans, après quoi tout sera à lui.

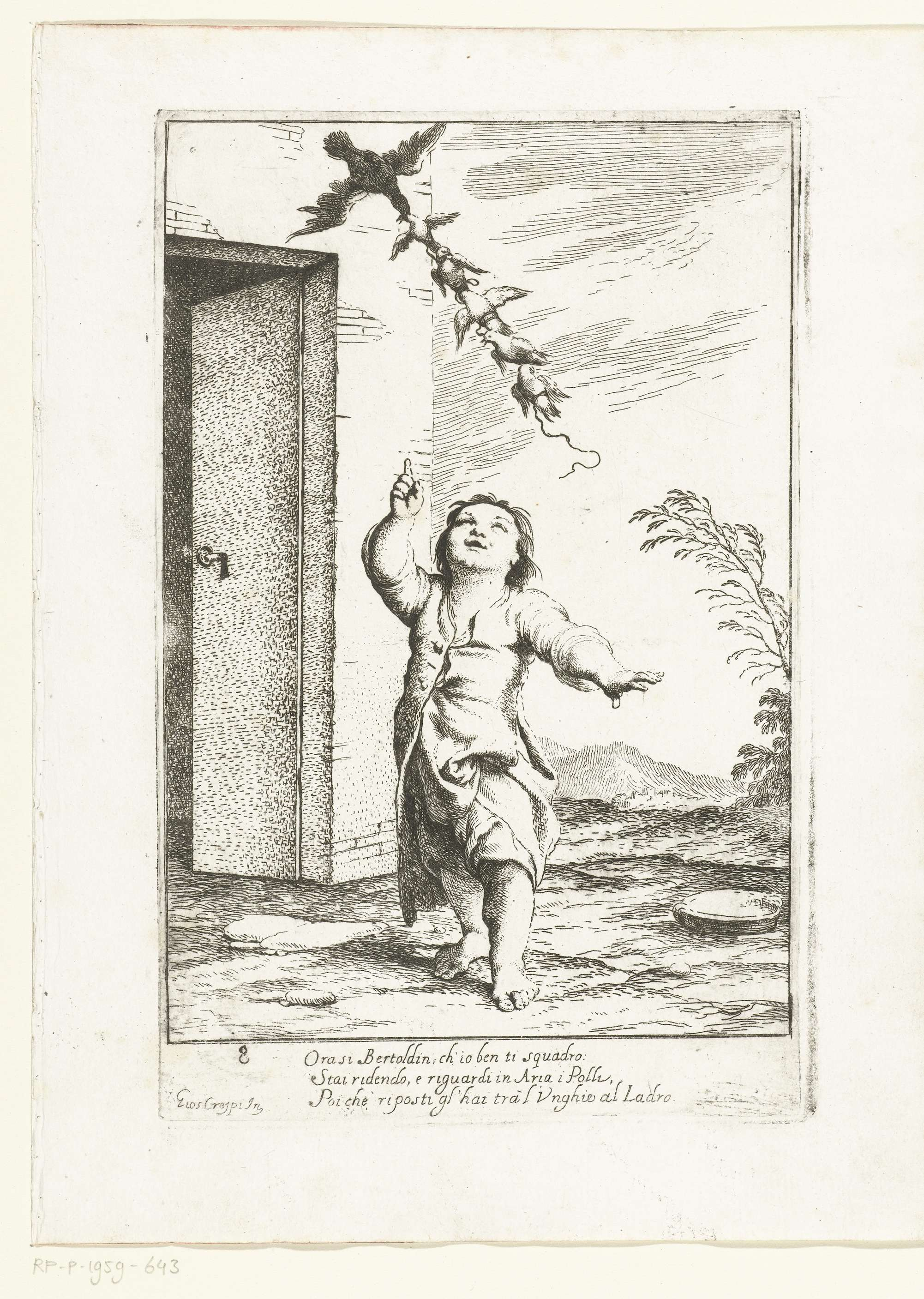
Bertoldino montre les poulets, qu'il a attachés les uns aux autres avec une corde, emportés par un busard (vers 1715), estampe, Giuseppe Maria Crespi et Ludovico Mattioli, Rijksmuseum Amsterdam.

## Le piacevoli e ridicolose semplicità di Bertoldino
« La plaisante et ridicule naïveté de Bertoldino »
Alboino, attristé par la mort de Bertoldo (it), fait arrêter Marcolfa (it) et Bertoldino (it) et les fait venir à la cour. Là, le fils de Bertoldo se révèle aussi stupide que son père était sage. Le roi et la reine arrivent malgré tout à l'aimer et, quand la mère et le fils retournent dans leurs montagnes, ils les chargent de cadeaux. Dans le récit, Bertoldino est le héros de plusieurs aventures amusantes.
Dans l'une d'elles, il se rend avec un sac rempli d'écus en or dans la ferme que leur a donnée Alboino et dans laquelle se trouve un puits avec des grenouilles. Entendant leurs curieux et répétitifs coassement, il pense qu'elles veulent lui indiquer qu'il ne possède que quatre pièces de monnaie. Confus et furieux, il leur crie qu'il en a bien plus de quatre et pour leur montrer qu'il a raison en jette une poignée dans le puits. Les grenouilles continuent à coasser de manière insistante et Bertoldino en proie à la colère jette tout l'argent dans l'eau.
Dans une autre aventure il couve les œufs d'une oie, les cassant évidemment tous. Dans la dernière aventure à la cour, Bertoldino tombe de l'âne et s'enfonce une côte. À la suite de cet incident, Marcolfa obtient du roi la permission de retourner dans ses montagnes avec son fils.

## Novella di Cacasenno, figliuolo del semplice Bertoldino
« Roman de Cacasenno, fils du naïf Bertoldino »
Cacasenno est le fils né de l'union de Bertoldino avec la paysanne Menghina. Malheureusement, alors que Bertoldino, avec l'âge, est devenu astucieux, Cacasenno, comme l'explique tristement Marcolfa, se révèle encore plus naïf que ne l'était son père et « plus grossier que l'eau des macaronis ». Le nom Cacasenno lui a été donné, comme l'explique encore Marcolfa, non parce qu'il est un puits de science, comme l'indiquerait ce nom, mais parce que, au contraire, c'est un « turlulù », c'est-à-dire un idiot. Erminio, gentilhomme d'Albinio, conduit l'enfant et sa grand-mère à la cour où ils resteront quatre jours avant de retourner dans leurs montagnes adorées.

## Continuazione e fine della storia di Cacasenno
« Suite et fin de l'histoire de Cacasenno »
Le quatrième récit commence quelques années après la conclusion du troisième. Entre-temps Marcolfa, comme elle l'avait promis à Alboino, était venue retrouver le roi et la reine une fois par an. Cette fois elle amène avec elle Menghina et Cacasenno dont l'esprit (« senno »), à la différence de celui de son père Bertoldino, n'a pas augmenté avec l'âge. Comme son grand-père Bertoldo, Cacasenno mourra à la cour à cause de la nourriture mais d'indigestion, comme Alboino le fera graver sur sa pierre tombale.

## Œuvres tirées des nouvelles

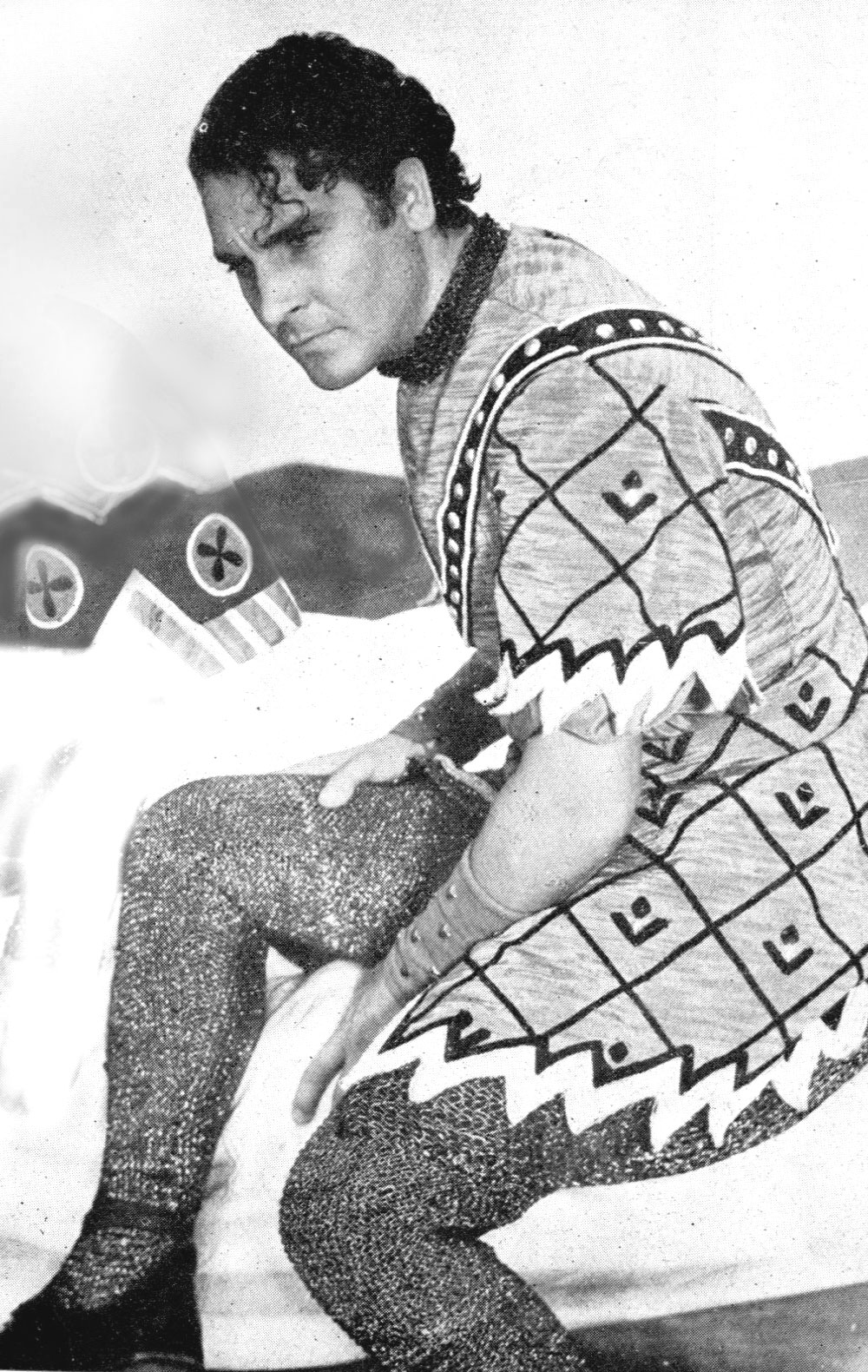
, Brunetto, Simonelli (1936).

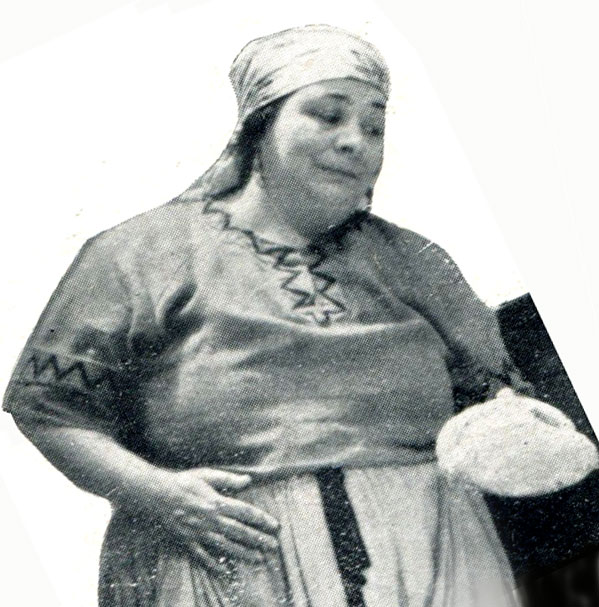
Olga Capri,, Simonelli (1936).

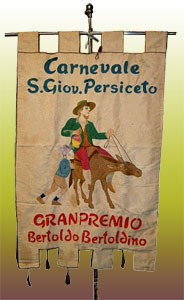
Tous les ans depuis le XIXe siècle se déroule à San Giovanni in Persiceto, le Carnaval historique qui met à l'honneur Bertoldo et Bertoldino, les personnages créés par Giulio Cesare Croce, auteur persicetan.

### Opéra
- 1748 : Bertoldo, Bertoldino e Cacasenno, opera buffa de Vincenzo Legrenzio Ciampi sur un livret de Carlo Goldoni, créé le 26 décembre 1748 au Teatro San Moisè de Venise et entré au répertoire de l'Académie royale de musique de Paris le 9 novembre 1753 sous le titre de Bertoldo in corte.

### Théâtre
- Bertoldo a corte, comédie de Massimo Dursi (it), mise en scène en 1957 par Gianfranco De Bosio, redécouvreur de Ruzzante[5].

### Cinéma
- 1936 : Bertoldo, Bertoldino e Cacasenno (it), réalisation de Giorgio Simonelli (avec Olga Capri, Marcolfa (it))
- 1954 :Bertoldo, Bertoldino e Cacasenno (it), réalisation de Mario Amendola et Ruggero Maccari
- 1984 :Bertoldo, Bertoldino e Cacasenno, réalisation de Mario Monicelli (avec Ugo Tognazzi : Bertoldo ; Maurizio Nichetti : Bertoldino ; Lello Arena : le roi Alboino ; Alberto Sordi : frère Cipolla ; Annabella Schiavone (it) : Marcolfa)